# Loi discriminatoire
En droit public et en droit constitutionnel, une loi discriminatoire est une loi qui crée une distinction illégitime entre des catégories de citoyens et qui porte atteinte sans justification au droit à l'égalité des justiciables prévu par la Constitution d'un pays.

## Application différente de la notion selon le régime de contrôle de la constitutionnalité
« Loi discriminatoire » a une signification radicalement différente selon qu'on est dans un pays dont le régime de contrôle de la constitutionnalité autorise les juges de première instance à déclarer par simple jugement qu'une loi inconstitutionnelle est inopérante (par ex. les États-Unis et le Canada) ou que l'on soit dans un pays dont les juges de première instance n'ont pas le même pouvoir (par ex. le Royaume-Uni et la France). 
Dans le premier cas, le constat non ambigu qu'une loi est discriminatoire (ou qu'une disposition de la loi est discriminatoire) signifie que ladite loi (ou la disposition de la loi) risque imminemment d'être déclarée inopérante par les tribunaux et qu'elle cessera donc de produire ses effets dans un bref laps de temps. Dans le deuxième cas, en France, le caractère discriminatoire d'une loi est jugé par le Conseil constitutionnel.
La possibilité de contrôler la constitutionnalité de lois discriminatoires est liée à l'existence d'une clause de suprématie ou clause de primauté dans la Constitution. Si une loi constitutionnelle qui protège les droits n'énonce pas qu'elle est au-dessus des autres lois, ou bien si aucune jurisprudence constitutionnelle ne consacre une règle implicite à cet effet, un juge peut à ce moment conclure qu'il n'a pas l'autorité nécessaire pour déclarer qu'une loi qui viole le droit à l'égalité est frappée d'inconstitutionnalité, même si ce droit est formellement prévu à la Constitution.

## Droit par pays

### Canada
Au Canada, une loi discriminatoire va être déclarée inconstitutionnelle et inopérante en vertu de l'article 15 de la Charte canadienne des droits et libertés ou en vertu d'une loi quasi-constitutionnelle provinciale, telle que la Charte des droits et libertés de la personne (article 10 de la Charte québécoise et un article accompagnateur connexe). 
Exemples de dispositions de lois discriminatoires ayant été déclarées inopérantes par des juges canadiens : 
- Dans Miron c. Trudel[9], l'exclusion des partenaires non mariés comme bénéficiaires des indemnités d'assurance-accidents dans la  Loi sur les assurances ontarienne est inconstitutionnelle.
- Dans Corbiere c. Canada (Ministre des Affaires indiennes et du Nord canadien)[10], une disposition de la Loi sur les Indiens  interdisait aux autochtones non-résidents d'une réserve indienne de voter dans l'élection d'un conseil de bande.
- Dans Vriend c. Alberta [11], le refus par le législateur provincial albertain d'inclure l'orientation sexuelle comme motif de discrimination interdite dans la loi quasi-constitutionnelle provinciale de l'Alberta est en soi discriminatoire.

Cependant, il arrive des cas où les tribunaux déclarent qu'une loi est discriminatoire mais que sa constitutionnalité peut néanmoins être maintenue en vertu d'autres règles constitutionnelles. 
- L'article 1 de la Charte canadienne des droits et libertés prévoit qu'une loi discriminatoire peut être légalement justifiée si elle satisfait aux critères d'objectif réel et urgent, de lien rationnel avec l'objectif de l'action gouvernementale, d'atteinte minimale et de proportionnalité. À titre d'exemple, dans l'arrêt Québec (Procureur général) c. A[12], la Cour suprême a jugé que l'article 585 du Code civil du Québec était discriminatoire à l'égard des conjoints de fait mais qu'il respectait les critères de justification de l'article 1 de la Charte.
- L'article 15 de la Charte autorise les programmes de discrimination positive lorsqu'ils contribuent à améliorer la situation de groupes défavorisés.
- L'article 33 de la Charte canadienne des droits et libertés (dite clause nonobstant) permet au législateur de déroger à l'article 15 de la Charte canadienne et donc un tribunal ne pourrait pas déclarer qu'une loi discriminatoire dans les faits est juridiquement inopérante. À titre d'exemple, il fut allégué que la Loi sur la laïcité de l'État est discriminatoire mais le juge saisi de l'affaire n'avait aucun pouvoir pour la déclarer inopérante[13], sauf quant à certaines dispositions de la Charte canadienne n'ayant pas de lien immédiat avec la discrimination.

### États-Unis
Aux États-Unis, les lois discriminatoires peuvent être déclarées inconstitutionnelles et inopérantes par les tribunaux, notamment en vertu de la clause de protection égale  ou la clause d'application régulière de la loi du Quatorzième amendement de la Constitution des États-Unis. Le site web The Constitution Annotated du Congrès américain contient une compilation de lois jugées inconstitutionnelles par la Cour suprême des États-Unis, y compris des lois discriminatoires en vertu de la clause de protection égale. 
Parmi celles-ci figurent notamment : 
- Cooper v. Harris, concernant le gerrymandering sur des bases raciales en Caroline du Nord
- Sessions v. Morales-Santana, concernant une règle de discrimination sexuelle en fonction de l'origine des parents dans le contexte de l'acquisition de la citoyenneté américaine.
- Parents Involved in Community Schools v. Seattle School District, concernant l'utilisation de critères raciaux pour déterminer quels élèves fréquenteraient les écoles publiques
- Halbert v. Michigan, concernant le droit à l'assistance d'un avocat en appel pour les justiciables indigents ayant plaidé coupable
- Gratz v. Bollinger, concernant l'attribution de points raciaux pour les demandes d'admission à l'Université du Michigan
- Lawrence v. Texas, concernant la loi anti-sodomie du Texas.

### France
Les règles de discrimination en droit français sont principalement des règles de droit pénal qui visent des individus, contrairement aux pays anglo-saxons, où la discrimination est principalement sanctionnée par le paiement de dommages-intérêts en vertu de lois civiles qui lient à la fois l'État et les individus.

### Royaume-Uni
Le juge britannique ne peut pas déclarer qu'une loi discriminatoire est inopérante. D'après l'ouvrage Commentaries on the Laws of England de William Blackstone, « si le Parlement promulgue positivement une chose à faire qui est déraisonnable, je ne connais aucun pouvoir qui puisse la contrôler ».